# 테오도어 호이스
테오도어 호이스(독일어: Theodor Heuss, 1884년 1월 31일 ~ 1963년 12월 12일)는 독일의 정치인이며, 서독의 초대 연방대통령(1949~1959)을 지냈다. 단호한 연방수상 콘라트 아데나워의 곁으로 호이스의 성심 성의의 매너들은 라인 강의 기적의 세월동안 서독에서 민주주의 안정화에 공헌하였다.

## 어린 시절과 교육
뷔르템베르크 왕국 하일브론 근처의 브라켄하임에서 태어났다. 그는 뮌헨과 베를린의 대학에서 경제학, 예술사와 정치학을 전공하였고, 루요 브렌타노가 자신의 학위 논문 조언자로서 함께 자신의 박사 학위를 취득하였다. 1908년 4월 11일 엘리 크나프에게 결혼하였다. 슈트라스부르크에 있는 루터교회에서 열린 그들의 결혼식에서 주례 목사는 엘리 여사의 가까운 친구 알베르트 슈바이처였다.
대학을 졸업 후, 호이스는 1905년부터 1912년까지 베를린에서 프리드리히 나우만에 의하여 발간된 잡지 〈디 힐페〉(독일어: Die Hilfe)에 정치적 저널리스트로 일하였다. 1912년부터 1918년까지 그는 하일브론에서 네카르 신문의 편집국장이었다. 베를린에서 그는 주간 회보 〈독일 정치〉를 위한 편집자로 일하였다. 나우만과 함께 1903년 호이스는 1910년 진보 인민당으로 합병된 자유주의적 자유 연합에 입당하여 1918년 해산될 때까지 근무하였다.

## 경력
제1차 세계 대전이 끝난 후, 호이스는 1923년과 1926년 사이에 잡지 〈독일인의 국가〉를 발간하였다. 그는 독일 민주당의 당원이 되었으며 1930년 독일 국가당으로 재명하였고, 진보인민당의 정치적 상속인(1918)과 독일 의회의 국회의원(1924 ~ 28, 1930 ~ 33)이었다.

### 나치 독일
1933년 3월 23일 자신의 4명의 독일 국가당의 동료 의원들과 더불어 호이스는 권능 부여법의 호의에 투표하여 아돌프 히틀러의 준독재 권력들을 승인하였다. 그는 절제하는 데 세워졌으나 하인리히 브뤼닝이 중앙당의 하원 의원들이 찬성하리라고 여겨질 것을 나타낸 후 최후적으로 당의 억제로 복종시켰다. 바이마르 공화국의 재무장관 헤르만 디트리히의 양자 택일의 시야들은 자신이 권능 부여 법률을 위한 투표의 호의에 자신이 다수의 일부라는 것을 주장하였다. 독일이 일당의 국가가 될 때 독일 국가당은 6월 28일 해산되었고, 호이스는 7월 8일부터 내무장관 빌헬름 프리크의 포고에 의하여 자신의 의회 위임을 빼앗겼다.
자신의 기간의 말기에 이어 그는 개인적 생활로 돌아갔다. 제3제국의 시기 동안 그는 자유주의자들의 연락망과 함께 연락하는 데 머물어 자신이 활동적이지 않은 저항자가 아니었어도 전쟁의 말기를 통하여 독일의 지하 저항운동과 연락들로 이끌었다. 1936년 호이스는 출판의 금지를 향하였으며, 그럼에도 불구하고 1941년 그는 당시 남아있던 몇몇의 자유주의적 신문들 중의 하나인 〈프랑크푸르터 차이퉁〉(독일어: Frankfurter Zeitung)의 종업원이 되었다. 회이스는 신문의 발간이 1943년 결국 금지될 때까지 익명 아래 저서하였다. 그는 이어진 세월들을 로베르트 보슈의 전기를 쓰는 데 보냈다.

### 전후
제2차 세계 대전이 끝난 후, 미군 점령부가 1945년 9월 24일 호이스를 그의 동료 당원인 주총리 라인홀트 마이어 아래 바덴뷔르템베르크주에서 교육·문화부 장관으로 임명하였다. 독일 남서부의 주들에서 독일민주당의 전임 민주인민당의 공동 창립자로서 그는 1946년부터 1949년까지 바덴뷔르템베르크 주 회의의 의원이었다. 호이스는 또한 1946년부터 1947년까지 슈투트가르트 기술 전문학교에서 역사를 가르치기도 하였으며, 1948년 명예 교수의 칭호를 받았다.
빌헬름 퀼츠와 애써 전독일 민주당을 창당하는 데 계획들이 실패한 후, 호이스는 1948년 12월 서독과 새로 창당된 자유민주당의 베를린 구역에서 우두 머리로 선출되었다. 그는 서독의 영유 지역들에서 모든 자유주의적 정당들을 통일하는 데 주창하여 바이마르 공화국에서 존재하던 우익 자유주의와 좌익 자유주의 사이의 갈라짐을 이겼다. 1948년 그는 서독의 헌법인 독일 연방 공화국의 기초 법률을 도안하는 데 숙고적인 영향과 함께 본에서 국회의원이었다.

## 대통령 재임

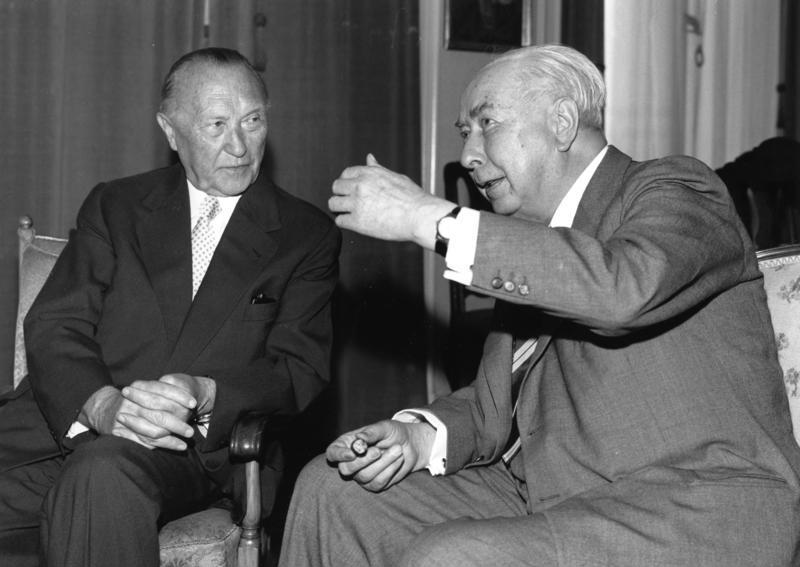
호이스 대통령과 콘라트 아데나워 연방 총리

1948년 9월 12일 자신이 2번째 비밀 투표에서 사회민주당의 당수 쿠르트 슈마허를 꺾은 연방 집회에 의하여 대통령으로 선출될 때 그는 자신의 국회 위임을 포기하였다. 그는 같은 날에 상원과 하워의 합동 개회중임이 있기 전에 기초 법률의 56 조항에 의하여 요구된 선서를 하였다. 그때로 봐서 그는 파울 폰 힌덴부르크 이래 첫 민주적 독일의 대통령으로서 확신되어 "각하"로 불리는 것을 거부하고, 대신 "호이스 씨"로 불리는 것을 오히려 좋아하였다.
1952년 이래 홀아비였던 호이스는 사회민주당이 라이벌 후보자의 지명을 포기한 후, 실습적으로 상대 후보가 없이 1954년 재선되었다. 그리스의 국왕 파블로스에 의하여 초청되어 1956년 5월까지 자신이 이루지 못한 자신의 첫 공식 방문을 이루었다. 외무장관 하인리히 폰 브렌타노에 의하여 동행된 대통령은 아테네에서 온정있는 환영에 의하여 압도되었고, 제2차 세계 대전에 독일군 점령 아래에서 거대하게 고통을 겪은 국가를 숙고하였다. 그는 1959년 9월 12일 자신의 임기 말기까지 재직하였고, 하인리히 뤼프케가 그의 뒤를 이었다. 그는 3번째 기간이 헌법을 변화시키는 데 필요할 것이라면서 3선을 거부하였다.
호이스는 자신의 비당파심의 통치에 의하여 대통령의 직무를 형성하였다. 독일의 민주-자유주의와 문화적 전통의 대표로서 그는 국제 공동체에서 전쟁 이후의 독일 공화국에서 신임의 상징이었다. 그의 더욱 나아가서 터키, 이탈리아, 캐나다, 미국과 영국으로 공식 방문들은 거대하게 아직도 젊은 독일 연방 공화국으로 향하여 감사의 증가로 공헌하였다. 그는 1955년 새 독일 육군의 재무장과 창설을 반대하였으나 그것을 멈추는 데 권력이 없었다. 1959년 호이스는 이름난 독일 출판업의 평화상을 수상하였다.
1963년 12월 12일 79세의 나이로 슈투트가르트에서 사망하였다.

## 유산
1964년 이래 테오도어 호이스 상은 모범적인 민주적 양도를 위하여 수여되어 왔다. 호이스의 전 저택은 이제 테오도어-호이스-하우스로 공동으로 개장되었다. 그의 이미지는 2 마르크 동전에 나왔으며, 독일 전국에 다수의 거리들과 광잔들이 그의 명예에 이름이 지어졌다. 자신의 재직 기간 동안에 그의 이미지는 또한 1954년부터 1960년까지 발행된 서독의 우표들에 나오기도 하였다. 독일 정부에 의하여 이용되는 항공기 에어버스 A310도 또한 그의 이름을 싣고 있다.

## 역대 선거 결과
| 선거명      | 직책명        | 대수 | 정당       | 1차 득표율 | 1차 득표수 | 2차 득표율 | 2차 득표수 | 결과 | 당락 |
| ----------- | ------------- | ---- | ---------- | ---------- | ---------- | ---------- | ---------- | ---- | ---- |
| 1949년 선거 | 독일의 대통령 | 1대  | 자유민주당 | 46.9%      | 377표      | 51.7%      | 416표      | 1위  |      |
| 1954년 선거 | 독일의 대통령 | 1대  | 자유민주당 | 85.6%      | 871표      |            |            | 1위  |      |